# Aleksandr Rajlan
Aleksandr Maksimowicz Rajlan (ros. Алекса́ндр Макси́мович Райля́н, ur. 19 kwietnia 1954 we wsi Mołdawanskoje w rejonie krymskim w Kraju Krasnodarskim) – radziecki i rosyjski lotnik wojskowy narodowości mołdawskiej, Bohater Związku Radzieckiego (1988).

## Życiorys
Do 1971 skończył 10 klas szkoły, w kwietniu 1971 wstąpił do armii, 1974 ukończył wojskową szkołę lotników w Saratowie, służył w Siłach Wojskowo-Powietrznych ZSRR jako dowódca helikoptera i dowódca klucza w Karpackim Okręgu Wojskowym. Uczestnik wojny w Afganistanie, od lutego do października 1983 dowódca oddziału helikopterów Mi-8, wykonał 284 loty bojowe na helikopterze Mi-8T, po powrocie z Afganistanu kontynuował służbę w Siłach Wojskowo-Powietrznych ZSRR jako dowódca klucza, zastępca dowódcy i dowódca eskadry helikopterów w Karpackim Okręgu Wojskowym. Od sierpnia 1986 do czerwca 1987 ponownie brał udział w bojowych operacjach w Afganistanie jako dowódca 2 eskadry 335 samodzielnego pułku helikopterów, wykonał 410 lotów bojowych (w tym 135 nocnych) na helikopterze Mi-8T. Uczestniczył w operacjach w prowincjach Kabul, Ghazni, Paktija, Kunar, Nangarhar i Laghman. Dowodzona przez niego eskadra wykonała ok. 6000 lotów bojowych i wysłała ponad 7500 desantowców i ewakuowała ponad 300 rannych. 1987-1992 dowódca eksadry, zastępca dowódcy pułku w Karpackim Okręgu Wojskowym, 1992 ukończył Akademię Wojskowo-Powietrzną im. Gagarina w Monino, 1992-1994 starszy lotnik-instruktor wydziału przygotowana bojowego Zarządu Lotnictwa Wojsk Lądowych, 1994-1995 zastępca szefa, a 1995-1999 szef wydziału przygotowania bojowego Zarządu Lotnictwa Wojsk Lądowych. W 1991 otrzymał stopień pułkownika. W lipcu-sierpniu 1993 brał udział w działaniach wojennych w Tadżykistanie, a w listopadzie-grudniu 1994, styczniu-lutym 1995 i w maju 1996 w Czeczenii, 1999-2003 zastępca szefa przygotowania bojowego Zarządu Lotnictwa Armijnego, następnie w rezerwie. 1990-1991 członek KC KPZR.

## Odznaczenia
- Złota Gwiazda Bohatera Związku Radzieckiego (25 lutego 1988)
- Order Lenina (25 lutego 1988)
- Order Czerwonej Gwiazdy (24 sierpnia 1983)
- Order Za Służbę Ojczyźnie w Siłach Zbrojnych ZSRR II klasy (25 maja 1987)
- Order Za Służbę Ojczyźnie w Siłach Zbrojnych ZSRR III klasy (27 grudnia 1982)
- Order Męstwa (23 sierpnia 1996)
- Order „Gwiazda” III klasy (Afganistan)

I inne.